# Pavel Kuližnikov
Pavel Aleksandrovič Kuližnikov (in russo Павел Александрович Кулижников?; Vorkuta, 20 aprile 1994) è un pattinatore di velocità su ghiaccio russo.

## Biografia
All'inizio della propria carriera giovanile, Pavel Kuližnikov è incorso nel 2012 in una squalifica di due anni per positività alla metilesanammina, venendo inoltre privato della medaglia d'oro vinta nei 1000 m e del bronzo vinto nei 500 m ai Mondiali juniores disputati lo stesso anno.
Vincendo nel 2015 la medaglia d'oro nei 500 m ai Mondiali su distanza singola, oltre ad aggiudicarsi lo stesso anno pure i Mondiali sprint, è diventato il più giovane pattinatore di velocità ad avere conquistato un titolo mondiale dopo lo statunitense Eric Heiden. Sempre nel 2015, è diventato il primo atleta ad avere concluso i 500 m in meno di 34 secondi, stabilendo il record mondiale di 33"98 (record poi da lui stesso migliorato).
Con la doppia vittoria nei 500 m e nei 1000 m ai Mondiali su distanza singola del 2016 è diventato il primo uomo a vincere l'oro in entrambe le distanze in una singola edizione dei campionati. Nel marzo 2016, dopo un controllo antidoping, viene annunciata la sua positività al meldonium col rischio di andare incontro a una squalifica a vita; dopo una sospensione temporanea, considerati i bassi livelli di sostanza riscontrata e la carenza di informazioni scientifiche al riguardo, l'ISU non prende alcun provvedimento di squalifica.
Nel 2020 Kuližnikov stabilisce un nuovo record mondiale dei 1000 m col tempo di 1'05"69.

## Palmarès

### Mondiali distanza singola
- 7 medaglie:
  - 5 ori (500 m a Heerenveen 2015; 500 m e 1000 m a Kolomna 2016; 500 m e 1000 m a Salt Lake City 2020);
  - 3 argenti (1000 m a Heerenveen 2015; 500 m e 1000 m a Heerenveen 2021);
  - 1 bronzo (sprint a squadre a Inzell 2019).

### Mondiali sprint
- 3 medaglie:
  - 3 ori (Astana 2015; Seul 2016; Heerenveen 2019).

### Europei
- 6 medaglie:
  - 5 ori (1000 m e sprint a squadre a Kolomna 2018; 500 m, 1000 m e sprint a squadre a Heerenveen 2020);
  - 1 bronzo (500 m a Kolomna 2018).

### Coppa del Mondo
- Vincitore della Grand World Cup nel 2015.
- Vincitore della Coppa del Mondo 500 m nel 2015, nel 2016 e nel 2019.
- Vincitore della Coppa del Mondo 1000 m nel 2015.
- 50 podi (tutti individuali):
  - 35 vittorie (tutte individuali);
  - 10 secondi posti (tutti individuali);
  - 5 terzi posti (tutti individuali).